# موحسن
موحسن، تقع مدينة موحسن على بعد 20 كلم شرق محافطة دير الزور في سوريا على الضفة اليمنى لنهر الفرات (الشامية). يجاورها من الغرب قرية العبد ومن الشرق قرية القطعة بحوالي 8 كم ومن الشمال نهر الفرات ومن الجنوب البادية السورية بطول 10,05 كم. يبلغ تعداد سكانها حوالي 25000 نسمة، يعمل معظمهم بالزراعة وتربية الماشية. تبلغ مساحتها السكنية والزراعية 88000 دونم. ويوجد فيها بعض الآثار مثل: قبة أبو نهود، وهي عبارة عن قبة أثرية كانت معبد روماني تم بناؤه فوق آثار يونانية ، وتوجد مثل هذه القبة في قرية ذيبان. وتلّة أبو نهود هي مقبرة للقرية.

## اسم المدينة
تعرف موحسن بالبوخابور، نسبة لقبيلة البوخابور التي تسكنها. كما تسمى أحياناً البوحليحل. آما اسم المدينة الحالي ( موحسن ) فهو مركب من كلمتين (موح) و(حسن). فالموح هي الأرض التي تنسحب منها مياه النهر الفائض، وحسن هو اسم شخص من الأشراف عاش على هذه الأرض. وقد دمجت موح وحسن باسم موحّسن ولا زالت بعض الكتابات القديمة والأختام باسم ((موح حسن))

## أنشطة سكانية
يقوم أهل القرية سابقاً بتربية المواشي، ويعملون في الزراعة بأدواتهم البسيطة على الأراضي المجاورة لنهر الفرات وريّها بواسطة النصبات والغراريف، ثم دخلت المضخات الزراعية التي تعمل على الفحم منذ عام 1925، وتوسعت وتطورت الزراعة، وشقت الأقنية وبدأ تثبيت الملكية الزراعية كل حسب أرضه وبدأ الأهالي يعتمدون على الزراعة أكثر من الاعتماد على تربية المواشي، التي لم يخلَ بيت منها وارتبط الأهالي بالوظائف المدنية وتطوعوا في صفوف الجيش ضباطا، وقدموا الكثير من الشهداء، وكان التعليم المبكر له دور أساسي في وعي الأهالي حيث أحدثت أول مدرسة ابتدائية في العام الدراسي 1947 /1948 صف أول وفيه 81 طالب - شعبتان. وقد أورد رئيس البلدية محمد الفتحي أنه جاءت لجنة من الوزارة في عام 1986 لدراسة أسباب تطور ثلاث قرى في القطر العربي السوري في محافظة حمص وطرطوس ودير الزور.
تلقب القرية بأم الجوامع، فقد بني فيها أكثر من 13 جامع حتى العام 2003. إضافة إلى ذلك بناء مستوصف، ومركز هاتف، ومركز بريد، وتم فيها تأسيس جمعية خيرية تعنى بالفقراء يترأسها السيد خالد الأسعد حيث تم تكريم هذه الجمعية من قبل السيد رئيس الجمهورية العربية السورية الدكتور بشار الأسد لدورها في مساعدة وإعانة اللاجئين اللبنانين أثناء حرب تموز 2006, وفيها جمعية تعاونية أحدثت في عام 1957 وهي الأولى في المحافظة والثانية أو الثالثة في القطر وفيها جمعية غنامية ويوجد فيها مركز صيانة كهرباء ومركز ثقافي.

## وصلات خارجية
موقع مدينة موحسن الرسمي